# Даксбах
Даксбах (нім. Dachsbach) — громада в Німеччині, розташована в землі Баварія. Підпорядковується адміністративному округу Середня Франконія. Входить до складу району Нойштадт-на-Айші–Бад-Віндсгайм. Складова частина об'єднання громад Юльфельд.
Площа — 20,58 км2. Населення становить 1790 ос. (станом на 31 грудня 2020).